# 何塞·曼努埃爾·潘多
何塞·曼努埃爾·潘多（西班牙語：José Manuel Pando，1849年12月27日—1917年6月17日），玻利維亞政治人物，玻利維亞自由黨成員，1899年至1904年擔任總統。潘多在任期間與巴西發生邊境衝突，最終阿克雷地區成為巴西領土。何塞·曼努埃尔·潘多将军县以他命名。